# Кульовий сектор

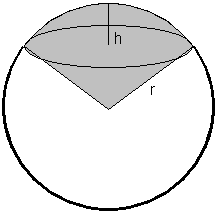
Кульовий сектор 1-го типу

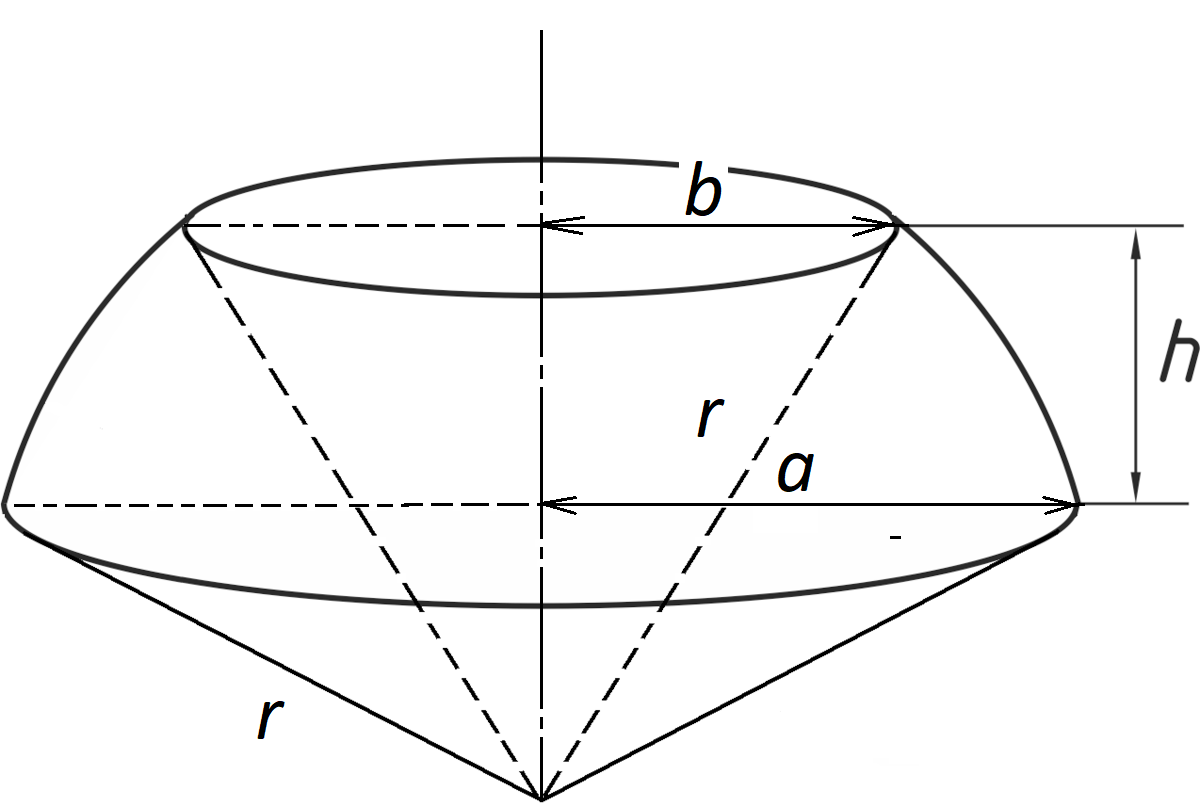
Кульовий сектор 2-го типу

Кульови́й се́ктор (англ. spherical sector) — геометричне тіло, утворене обертанням кругового сектора навколо одного з радіусів, що обмежують його (кульовий сектор першого типу), чи діаметра, що не має спільних точок з дугою сектора (кульовий сектор другого типу).
Об'єм кульового сектора: {\displaystyle V={\frac {2\pi r^{2}h}{3}}},
або: {\displaystyle V={\frac {2\pi r^{3}}{3}}(1-\cos \varphi )};
його повна поверхня: {\displaystyle S=\pi r(2h+a+b)},
де r — радіус кулі; h — проєкція хорди, що стягує дугу сектора, на вісь обертання; φ — половина кута конуса, утвореного при обертанні радіуса навколо осі обертання; а і b — віддалі кінців хорди від цієї осі (у кульового сектора першого типу b = 0)